# 25e régiment de tirailleurs sénégalais
Le 25e régiment de tirailleurs sénégalais (ou 25e RTS) est une unité de l’armée coloniale, au sein de l’armée française.

## Création et différentes dénominations
Le 25e régiment des tirailleurs sénégalais est un régiment d'infanterie coloniale, créé le 16 avril 1940 au camp de Souge près de Bordeaux, à partir de tirailleurs provenant de trois dépôts d'A.O.F. Le 1er bataillon a été formé à Thiaroye (Sénégal, 30 km au nord de Dakar), le 2e à Ouakam (banlieue de Dakar) et le 3e à Ségou (Région de Bamako, ethnie bambara, Mali). Avec son régiment frère, le 26e RTS, il constitue l'un des éléments majeurs de la 8e DIC, mise elle aussi sur pied à Souge en 1940, à laquelle il a été rattaché le 30 avril. 
Le 15 mai 1940, la division est dirigée sur Montélimar. Le 15 juin, cette dernière quitte la Drôme pour rejoindre le théâtre d'opération du Nord-Est et laisse en route le 25e RTS à Lyon au profit de l'armée des Alpes. Les premier et deuxième bataillons sont rattachés au groupement du général Mesmay et combattront « sans esprit de recul » dans les Mont d’Or Lyonnais. Le 3e bataillon est rattaché au groupement du Colonel de Bissy, dépendant lui-même du groupement Général Cartier.

## Colonels/chef-de-brigade
1940 : colonel Bouriand

## Historique des garnisons, combats et batailles du25eRTS

### Seconde Guerre mondiale

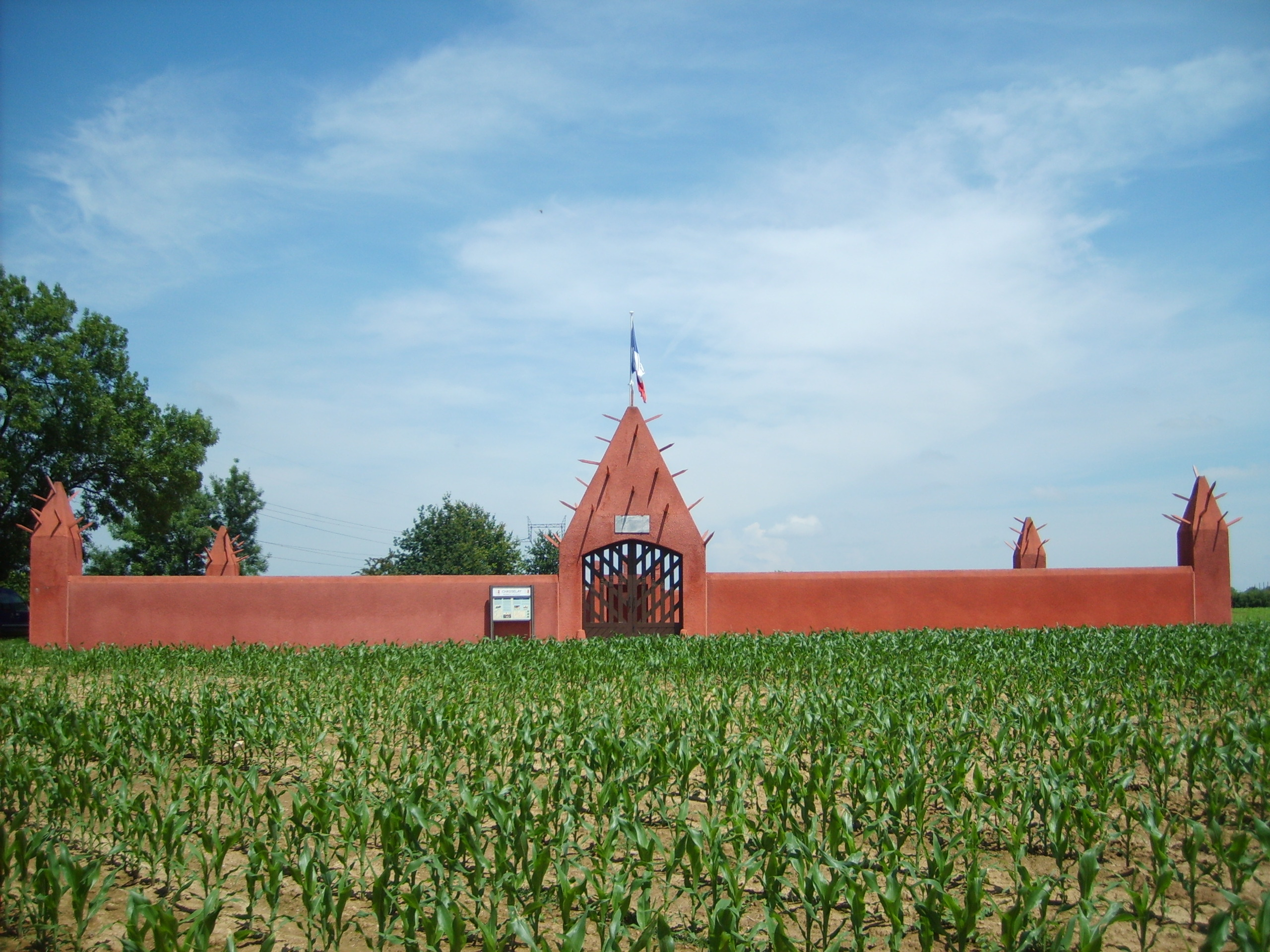
La nécropole nationale de Chasselay, où sont enterrés 194 tirailleurs ainsi que 2 légionnaires tombés en 1940.

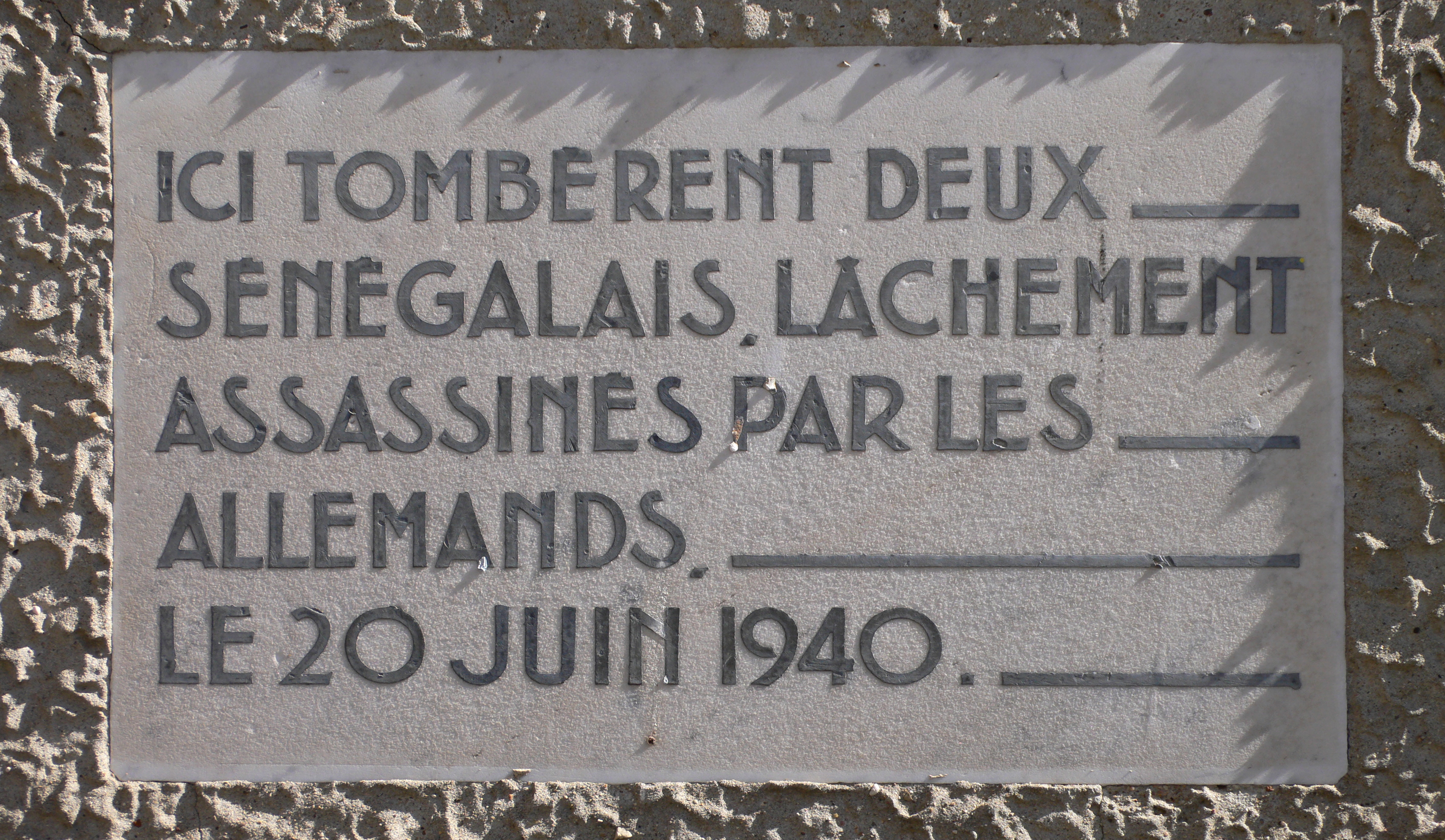
Plaque commémorative de l'assassinat de deux tirailleurs sénégalais à Champagne-au-Mont-d'Or, en banlieue lyonnaise.

Les 19 et 20 juin 1940, les Allemands du 16e corps blindé se dirigent sur Lyon par la RN-7 d’Orléans et par la RN-6 de Dijon. Les négociations d'armistice ont commencé dans la clairière de Rethondes. Il faut gagner du temps en couvrant les arrières de l'armée du général Olry qui, jusqu'à maintenant contient la poussée italienne sur les Alpes. Pour cela et en raison du fait que Lyon est déclarée "ville ouverte", deux lignes de défense successives ont été, en hâte, mises sur pied. L'une au nord de Lyon (groupement de Mesmay) et l'autre au niveau des Préalpes (Vercors-Chartreuse… – groupement Cartier). Il s'agit de retarder au maximum l'avance allemande en attendant les signatures des armistices franco-allemand (22 juin 1940) et franco-italien (24 juin 1940). Au nord de Lyon, le 25e régiment de tirailleurs sénégalais, seule unité vraiment opérationnelle, est le pivot du système de défense. Il tient avec deux bataillons en tête, 20 km de front dont seulement cinq couverts par le lit de la Saône. Ce régiment occupe l'espace entre la Saône d'Albigny et l'Azergues (affluent de la Saône) et interdit la RN-7 de l'Arbresle à Dardilly, la RN-6 de Lissieu-Montluzin à Limonest. Après de violents combats, quelques débris des deux bataillons engagés en première ligne, s’exfiltrent et rejoignent Saint-André-en-Vivarais où l’application de l’armistice, le 24 juin à minuit les surprend.
Ces deux bataillons avaient reçu l'ordre de combattre sans « esprit de recul ». Le 19 juin, à Montluzin (commune de Lissieu) les Allemands sont stoppés à cinq cents mètres devant le couvent. Après quelques heures d'affrontements, les Français sont submergés. Les Allemands envahissent le couvent et tuent ou achèvent tous les soldats africains. Les Européens de l'infanterie coloniale faits prisonniers subissent le même sort pour avoir commandé à des Noirs.
Le lendemain, l'ennemi est surpris à Chasselay par une partie du 1er bataillon (la 3e compagnie). Le capitaine Gouzi qui n'est plus en mesure de s'exfiltrer vers le Vivarais avec les rescapés de son unité et avec l'accord de ses subordonnés, décide de ne pas se rendre et de se battre jusqu'au bout. Jusqu'à épuisement de leurs munitions, retranchés dans le château du Plantin, ils se battent farouchement. Après deux heures de combats, ils sont faits prisonniers. Les soldats allemands (régiment d’infanterie Groβdeutschland) séparent les prisonniers en deux colonnes successives, les Blancs marchent en tête, les Africains suivent qui prennent le chemin du village des Chères. Au lieu-dit "Vide-Sac", les deux colonnes de prisonniers sont stoppées dans leur déplacement. Les Allemands ordonnent aux Blancs de se coucher par terre. Quant aux Noirs, l'ordre leur est intimé de s'égayer dans le champ qui jouxte la route. C'est alors, que des chars allemands postés ici, à cet effet, ouvrent le feu sur eux à la mitrailleuse de bord et que les survivants de la tuerie sont ensuite achevés, écrasés sous les chenilles des chars. Actuellement, un tata (enclos où l'on inhume les héros morts au combat) a été construit sur cet emplacement : le Tata sénégalais de Chasselay (il s’agit d’une initiative privée, réalisée par souscription en 1942 mais inaugurée par les autorités de Vichy). Il contient les corps de cent quatre-vingt huit soldats africains et de cinq légionnaires, morts pour la France.
Dans le 9e arrondissement de Lyon, une partie de la D 306 (ancienne N 6), route qui permet d'accéder à Chasselay, est nommée avenue du 25e RTS en leur honneur.

## Faits d'armes faisant particulièrement honneur au régiment
Citation : « Mama Syniobo – 25e RTS »
« Tirailleur. Excellent tirailleur, observateur de la section. Plein de courage et d’entrain endiablé, a été du plus bel exemple pour sa section, au combat des Échelles, le 24 juin 1940. Fait prisonnier à trois reprises, a réussi à chaque fois à s’évader et à reprendre le combat. En dernier lieu, a traversé à la nage, tout équipé, une rivière torrentueuse sous le feu de l’ennemi et a rejoint une unité française puis, enfin, son bataillon »
Citation à l'ordre du Corps d'Armée : « Ferbos, aspirant au 25e RTS »
« Aspirant de réserve, chef de section d'engins. Au combat de Sault-Brénaz, le 20 juin 1940, a fait l'admiration unanime de ses chefs et de ses subordonnés européens et indigènes, par son calme, courage et sang-froid sous les feux ennemis d'infanterie et d'artillerie. A, par son action personnelle, empêché l'ennemi de jeter un pont de bateaux sur le Rhône.
S'est à nouveau particulièrement distingué au combat de Les Echelles, le 24 juin, où, par le feu ajusté de ses mortiers, il a réussi à ralentir très sérieusement l'infanterie ennemie et est intervenu efficacement contre les engins blindés. » Le présent ordre comporte l'attribution de la Croix de Guerre avec étoile vermeil. 12 octobre 1940.

## Personnalités ayant servi au régiment
- Boughéra_El_Ouafi, Algérien, vainqueur du marathon aux JO d'Amsterdam (1928). Depuis 1998, une rue aménagée lors de la construction du Stade de France porte son nom à Saint-Denis[2], Il en est de même d'un gymnase à La Courneuve[3], et d'une piste d'évolution sportive à Échirolles, inaugurée en 2022[4].

.

## Sources et bibliographie
- Julien Fargettas, Le massacre des soldats du 25e régiment de Tirailleurs Sénégalais : région lyonnaise, 19-20 juin 1940, mémoire de maîtrise, Université Jean Monnet, Saint-Étienne, 2000